# Walter Haumer
Walter Haumer (22 de novembro de 1928) foi um futebolista austríaco.

## Carreira
Walter Haumer competiu na Copa do Mundo FIFA de 1954, sediada na Suíça, na qual a seleção de seu país terminou na terceira colocação dentre os 16 participantes.